# Калейца
Калейца е село в Северна България. То се намира в Община Троян, област Ловеч. Населението му е около 551 души (15 март 2024).

## География
Село Калейца е разположено на 7 км северозападно от град Троян и на 35 км южно от областния център Ловеч. То е част от община Троян. Разположено е на 380 м надморска височина в средната част на Предбалкана, край малката Команска река, ляв приток на река Осъм.
На около 2 километра западно от селото се намира водопадът Скока на река Лопушница с височина на пада около 8 метра.
Климатът е умерено-континентален. Преобладаващите почви са светлосиви горски, а в местностите край Команска река – алувиално-ливадни.

## История
Античен период
Източници – Археологически проучвания на тракийската и ранновизантийска крепост при с. Калейца, реализирани от АИМ при БАН – Филиал В.Тървово; 1994 г., Иван Христов, Маргарита Генчева, Мария Иванова, Ръководител д-р Йордан Алексиев.
На основание на извършени теренни обхождания, събран легендарен и археологически материал в околностите на с. Калейца, включително местност „Калето“, разположена на около 2 км. от селището, могат да се формулират следните изводи и хипотези:
Крепостта в м-ст „Калето“ е използвана през първото хилядолетие пр. Хр. Вероятно е била тип „хорион“, охрана на пътя през днешния Троянски проход и на местното население, принадлежащо към ТРАКИЙСКАТА племенната общност на кробизите.
Вторият етап на използване на крепостта е свързан с края на античната епоха до първата половина на VII в. Функционира като римско съоръжение за засилена охрана на провинциите на север от Стара планина, част от т. нар. старопланинска система от крепости, разположена в предпланините, с цел да се възпират нахлуващите от север племена. Открити археологически материали дават основание да се регистрира присъствие на племена от неримски произход, проникнали на територията на късната Римска империя.
След продължително прекъсване на поселищния живот, крепостта започва да функционира след ХII в. до падането на Търновското царство под ударите на турците. Заедно с крепостите при с. Добродан и с. Дебнево, тя е предназначена отново да брани Троянския проход. През периода ХII – ХIV в. тя е сред най-сериозните български твърдини, охраняваща старопланинските проходи. Според легендарен исторически материал укреплението е превзето от турците след обсада и престава да съществува.
От по-късен етап има документ, произхождащ от Османска канцелария, Извори: БАН, турски извори за българската история, сериа ХV-ХVI, София 1966, според който г. е регистрирано селище с неголям брой българско население с местонахождение района на днешна Калейца. – 1607 г. с брой домакинства, вдовици и дължим данък. Има сведения / документи / и от по-късна епоха, средата на ХVIII в., който третира брой население, свещеници, венчавки и др. справки за населението.

Късно Средновековие
Източници – Научна експедиция 1994, реализирана от ВТУ „Св. св. Кирил и Методий“ и СУ „Св. Климент Охридски“, АИМ при БАН – Филиал В. Търново; Иван Христов, Маргарита Генчева, Мария Иванова, д-р Йордан Алексиев.
Етнографските материали събрани и обработени от Евгения Кръстева.
Обобщени изводи/ Р. Варчева и Лальо Цочев
Селото било чисто българско. До 19 век местонахождението му е било на североизток от сегашното, но поради набези на турци от близките села Добродан и Борима, местните хора се преместват в днешното местообитание. Новото селище е близо до предходното, в т. нар. „Задънката“, непосредствено по течението на река Команска, като се избягва прекия контакт с пътя Троян – Ловеч. Така се освобождават за селскостопанска работа и по-багоприятните и слънчеви терени.
Селото не е било многобройно. Регулационните линии са приблизително като сегашните. Почти всяка фамилия е разполагала с второ жилище, т. нар. „колиба“, разположено на съседни баири и местности. Тези колиби са в пряка зависимост от разположението на имотите, владяни от фамилията. Там се живее през цялото лято, свързано с пашуването на добитъка, тъй като скотовъдството е основен поминък на местното население. Наоколо са и овощните насаждения и зеленчуковите градини.
Поколения калейчани са се препитавали от занаятчийство – грънчарство, дървопреработване, кожарство, търговия, а всяка фамилия е заангажирана и със скотовъдство. Районът не е земеделски, поради което освен овощни видове, малко царевица и др. житни за натуралното стопанство и зеленчук за лична консумация, друго рядко се отглежда.
В селото задължително присъстват и занаятчии, работещи в отрасли и услуги, необходими на населението, като ковачи, сарачи, шивачи и т.н.
Всяко поколение губи свои близки от постоянните нахлувания на комански и боримски турци, от честите епидемии. Битуват много легенди за личности и събития, свързани с отпор на турците или с масовите епидемии, принуждавали цялото население да „излиза“ от селището. Много топографски обекти днес носят наименования, произлезли от подобни събития – Сяров кладенец, гробът, „Богородица на Лъките“, Иванчов вир, Недкин вир и мн. др., а на името на Хайдут Ралчо се упоменават няколко местности и обекти.
След първоночалното опожаряване, свързано с падането под османска власт, Калейца е опустошавана от кърджалии, но пак успява да надмогне всички превратности и през Възраждането се развива като крепост на българщината, заслугата за което са многото будни и предприемчиви жители.

В хронологичен ред представяме по-значимите събития и строежи:
През 1835 година е построена църквата „Възнесение Господне“. През 1840 г. е построено първото килийно училище, (т.нар. метох) в двора на черквата.
- 1836 – II училище с изучаване и на светски предмети;
- 1850 – записка на страници на „Неделник“, донесен в селото, в която собственикът ѝ представя сведения, говорещи за активна размяна на книги;
- 1856 – построена днешната каменна църква, след издействан ферман, разрешаващ строежа;

Втората училищна сграда в черковния двор, построена през 1874 г., е изгоряла по време на Руско-турската освободителна война.
- 1878 – отново опожаряване на селото от бягащите комански турци;
- 1872 – 1878 – 11 калейчани се включват в легиите на Раковски, чети на Филип Тотю и други войводи, в организираната емиграция в Румъния и в опълчението: Васил Чернев, Дамян Банчев, Иван Дочев, Въльо Маринов, Тодор Радев Комитата, Васил Маринов, Дочо Стоянов, Иван Лазаров Пеевски, Пею и Станчо Пеевски, Илия Тънкушев;
- 1898 – регистрирано Читалище „Искра“, с основател Цочо Минков Топалов;
- Епохата на Новото време е съпроводена с интензивно строителство и дейности за благоустрояване на населеното място:
- 1912 – 1914 завършено новото училище, просторно, функционално с много квалифицирани учители, включително и първата учителка;
- 1932 – основана всестранна кооперация и отбор по колоездене;
- 1933 – 8 построен големия каменен мост при училището, 1946 мост при мерата,
- 1950 мостът при р. Лопушница, 1952 мост при Фабриката, 1966 г. – Червения мост;
- 1939 – основана грънчарска работилница, която прераства в порцеланова фабрика,
- от 1952 е Държавно индустриално предприятие, днес „Развитие“ АД;
- 1938 – елекрифициране на селото;
- 1940 – обществена баня;
- 1948 – учреден футболен отбор, член на БСФС;
- 1950 – Промкомбинат с различни дейности, по-късно металообработване и галванотехника;
- 1954 – радиоуредба;
- 1956 – обществена фурна, 1966 – лимонадена работилница;
- 1958 – водоснабдяване, 1979 приключва строежът на всички водохранилища и водопроводи;
- 1969 – телефонни постове; днес с около 400 абонати;
- 1973 – Целодневна детска градина; функционираща
- 1983 – цялостно асфалтиране;
- 1979 – улична канализация;
- 1984 – районен ретланслатор;
- 1998 – кабелна телевизия;
- 2002 – сигнал на МТЕЛ; 2006 ВИВАТЕЛ
- 2006 – кабелен ИНТЕРНЕТ
- 2009 – цифрова телевизия
- Калейца е родното място на изтъкнати хуманисти и учени от близкото минало и съвременността.
- Сред тях са: поетът Лальо Маринов-Ламар, поетът и писател Ганко Славчев, скулпторите: Иван Варчев и Дочо Терзиев, скулптор и писател – Борис Ненков, художникът Иван Филчев, журналистите Иван Журотов и Найден Ангелов, проф. д-р Христо Браилский

## Население
Религиозният състав на жителите на село Калейца е 98,7% християни, за разлика от близкия Тетевенски край, където живят много помаци.
Численост и дял на етническите групи според преброяването на населението през 2011 г.:
|                     | Численост | Дял (в %) |
| Общо                | 613       | 100,00    |
| Българи             | 381       | 62,15     |
| Турци               | 6         | 0,97      |
| Цигани              | 0         | 0,00      |
| Други               | 0         | 0,00      |
| Не се самоопределят | 0         | 0,00      |
| Неотговорили        | 220       | 35,88     |

## Икономика
Преобладава селскостопанската дейност: животновъдство, овощарство. В село Калейца се намира завод „Развитие“ за производство на домакински порцелан, който от 1995 г. не функционира в пълния си капацитет.

## Култура
Черквата „Възнесение Господне“ („Св. Спас“), построена през 1859 година, е вкопана в земята. Тя е пострадала по време на Руско-турската война от 1877 – 1878 година, но по-късно е възстановена. Читалище „Искра“, което и до днес е средище на културни мероприятия в Калейца, е основано през 1898 година.
В село Калейца се намира паметникът на партизанина Васил Б. Ватев (Жельо), убит през 1944 година в местността Трифонова усоина край селото заедно с други партизани. Възстановена е землянката им и им е издигнат паметник.
Калейца е родно място на видния български поет Лалю Маринов Пончев, по-известен с псевдонима Ламар. В селото е запазена неговата родна къща, превърната в музей.